# Ranoidea exophthalmia
Ranoidea exophthalmia – gatunek płaza bezogonowego z podrodziny Pelodryadinae w rodzinie rzekotkowatych (Hylidae).

## Taksonomia
Nazwa łacińska, jak i angielska odwołują się do dużych oczu zwierzęcia.

## Występowanie
Jedynym miejscem świata, gdzie żyje opisywany tu gatunek, są południowe stoki gór we wschodniej części Nowej Gwinei należącej do Papui-Nowej Gwinei. Do tego obszaru zalicza się Crater Mountain Wildlife Management Area, gdzie płaz jest najliczniejszy.
Zwierzę bytuje na wysokościach od 730 do 1200 metrów nad poziomem morza.
Siedlisko tego przedstawiciela podrzędu Neobatrachia stanowią tereny lasu deszczowego położone w bliskości niewielkich strumieni, w których płaz rozmnaża się. Chociaż widuje się go na skraju lasu, nie radzi on sobie w otoczeniu silnie zmienionym działalnością człowieka.

## Status
Trend liczebności populacji tego płaza oceniany jest jako stabilny.
Nie poznano dotychczas większych zagrożeń dla tego gatunku, którego ochrona odbywa się jedynie na szczeblu lokalnym.